# Formosa, Goiás
Formosa är en stad och kommun i Brasilien och ligger i delstaten Goiás, strax nordost om Brasília. Kommunen hade år 2014 cirka 110 000 invånare.

## Administrativ indelning
Kommunen var år 2010 indelad i fyra distrikt:
- Bezerra
- Formosa
- Juscelino Kubitschek
- Santa Rosa